# Китайска дървесна усойница
Китайската дървесна усойница, още бамбукова усойница (Trimeresurus stejnegeri) е вид змия от семейство Отровници (Viperidae). Видът не е застрашен от изчезване.

## Разпространение и местообитание
Разпространен е във Виетнам, Индия (Асам, Дарджилинг и Сиким), Камбоджа, Китай (Анхуей, Гансу, Гуандун, Гуанси, Гуейджоу, Джъдзян, Дзянси, Дзянсу, Съчуан, Фудзиен, Хайнан, Хубей, Хунан и Юннан), Лаос, Мианмар и Тайван.
Обитава гористи местности, планини и възвишения.

## Описание
Популацията на вида е стабилна.